# نجم WR 124

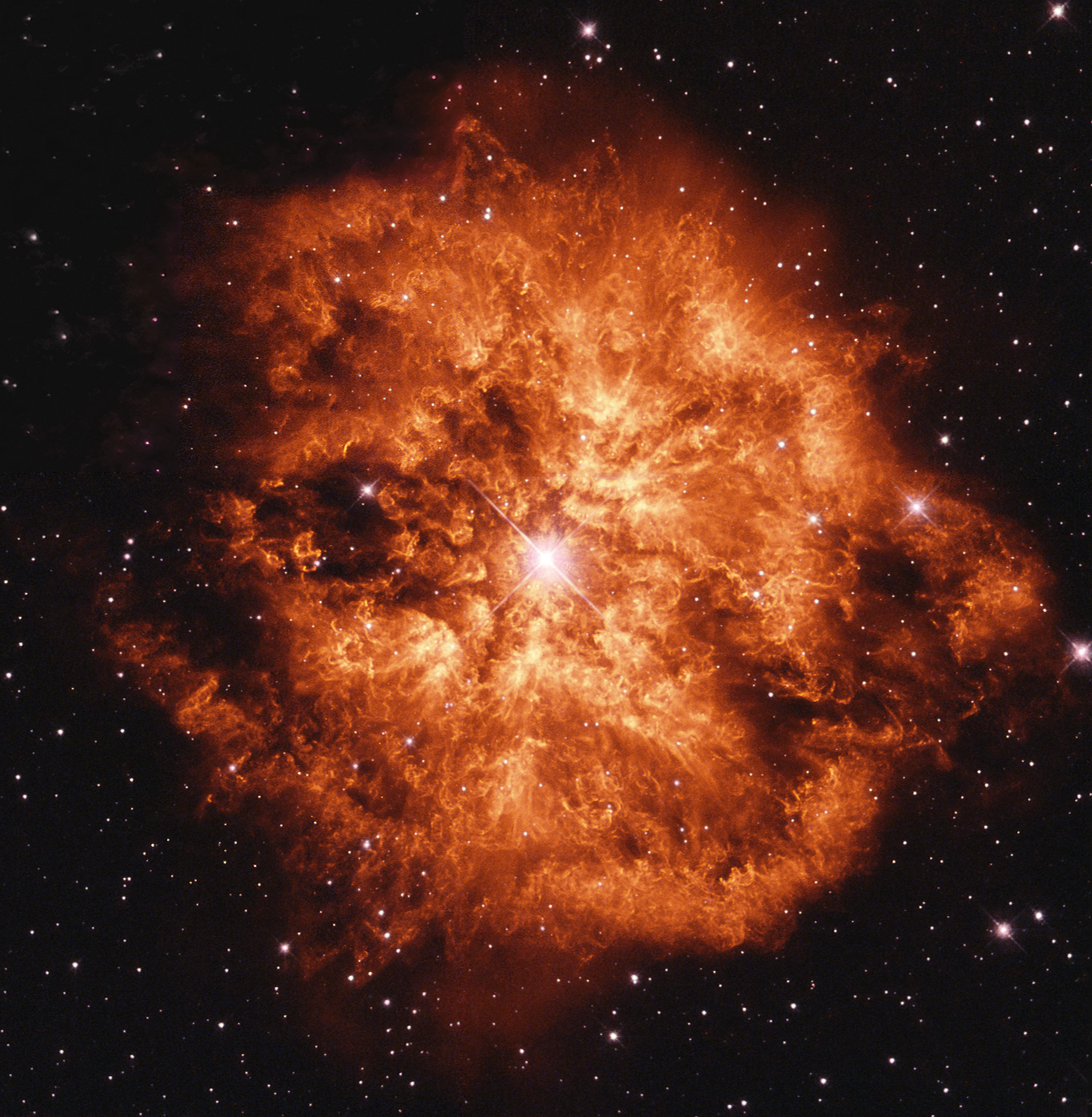
نجم وولف رايت WR-124 مع سديم كوكبي محيط M1-67 (صورة هابل)

نجم WR 124 (يُطلق عليه أيضًا QR Sagittae أو Hen 2-427 )  هو نجم عملاق في كوكبة السهم وواحد من نجوم Wolf-Rayet النادرة بدرجة حرارة سطح تبلغ 35000 كلفن . يبعد هذا النجم أكثر من 10000 سنة ضوئية من الأرض ، أي أنه يتبع مجرتنا - مجرة درب التبانة . يبلغ القدر الظاهري للنجم 11.2. كانت الرياح النجمية الشديدة المنبعثة منه تدفع غلافها بعيدًا عنها بسرعات عالية لحوالي 10000 عام ، مما أدى إلى إنشاء سديم نجمي حولها يسمى M1-67 .

## المسافة
قامت دراسة أجريت عام 2010 على WR 124 بقياس معدل تمدد السديم M1-67 المنبعث من النجم باستخدام صور كاميرا تلسكوب هابل الفضائي التي تم التقاطها بعد 11 عامًا ، وقارنت ذلك بسرعة التمدد المقاسة بواسطة انزياح دوبلر لخطوط الانبعاث السديم. أسفر هذا عن مسافة 3.35 كيلو فرسخ فلكي ، وهو أقل من الدراسات السابقة ، والسطوع الناتج بمقدار 150000 مرة من الشمس ، وهذا أقل بكثير مما تم حسابه سابقًا. اللمعان أيضًا أقل مما تنبأت به نماذج لنجم من هذه الفئة الطيفية. كانت الدراسات السابقة قد وجدت مسافات من 5000 فرسخ فلكي إلى 8500 فرسخ فلكي  مع شدة لمعان أكبر 338،000 - 1،000،000 مرة من ضياء الشمس ، كما هو متوقع لـنجم من نوع WN8h نموذجي فهو نجم جديد جدًا يتحرك بعيدًا عن التسلسل الرئيسي للنجوم.
المسافة إلى WR 124 المحسوبة من المنشور 2 Gaia Data Release هي 6،203 فرسخ فلكي  ، ولكن نشرت غيا داتا 3  مسافة 6400 فرسخ فلكي.

## الخصائص الفيزيائية

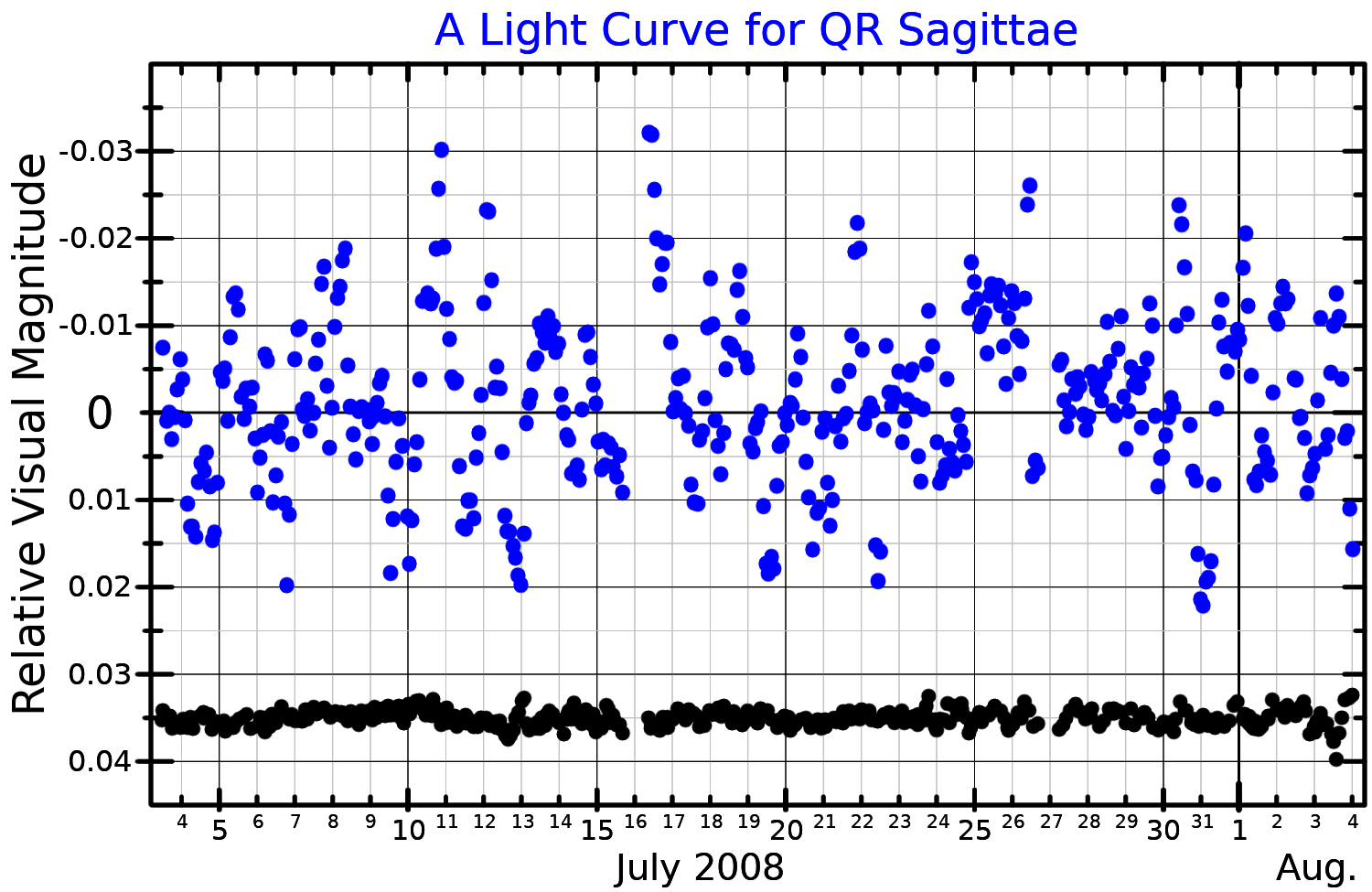
منحنى ضوء النطاق المرئي لـ QR Sagittae ، مقتبس من فايس وزملائه (2014). توضح النقاط الزرقاء شدة لمعان QR Sagittae ، وتظهر النقاط السوداء شدة لمعان نجمة مقارنة مستقرة في نفس مجال الرؤية.

بشدة لمعان قدر مطلق مفترض 7.22 و 3.1 قدر اضمحلال يكون WR 124 على بعد 8.5 كيلو فرسخ فلكي منا . وتعني درجة حرارة السطح التي تبلغ حوالي 40.000 كلفن أن معظم طاقتها تنبعث من أطوال موجات فوق بنفسجية ، وأن اللمعان البوليومتري هو 1،000،000 ضعف بالنسبة للشمس ، كما يبلغ نصف قطره أكبر 26 مرة من نصف قطر الشمس ( R☉). تم حساب الكتلة من النماذج التطورية لتكون 33 كتلة شمسية (M☉).
تم قياس WR 124 فوجد أن يظل به حوالي 15٪ هيدروجين مع كون معظم الكتلة المتبقية هي الهيليوم. يكون نجم صغير مثل WN8h ومضيء للغاية لا يزال يحرق الهيدروجين في قلبه ، لكن النجم الأقل سطوعًا والأكبر سنًا سيحرق الهيليوم في قلبه. نتيجة نمذجة النجم تمامًا من خصائصه المرصودة هو لمعان أكير 1،000،000 مرة من الشمس وكتلته أكبر 33 من الشمس ، لم يكن أمام النجم WR 124 سوى بضع مئات آلاف من السنين قبل أن ينفجر على شكل مستعر أعظم من النوع Ib أو Ic.
معدل فقد الكتلة هو 10‎−4‎ - 10‎−5‎ من كتلته في السنة ، اعتمادًا على المسافة والخصائص المحددة للنجم.

## السديم

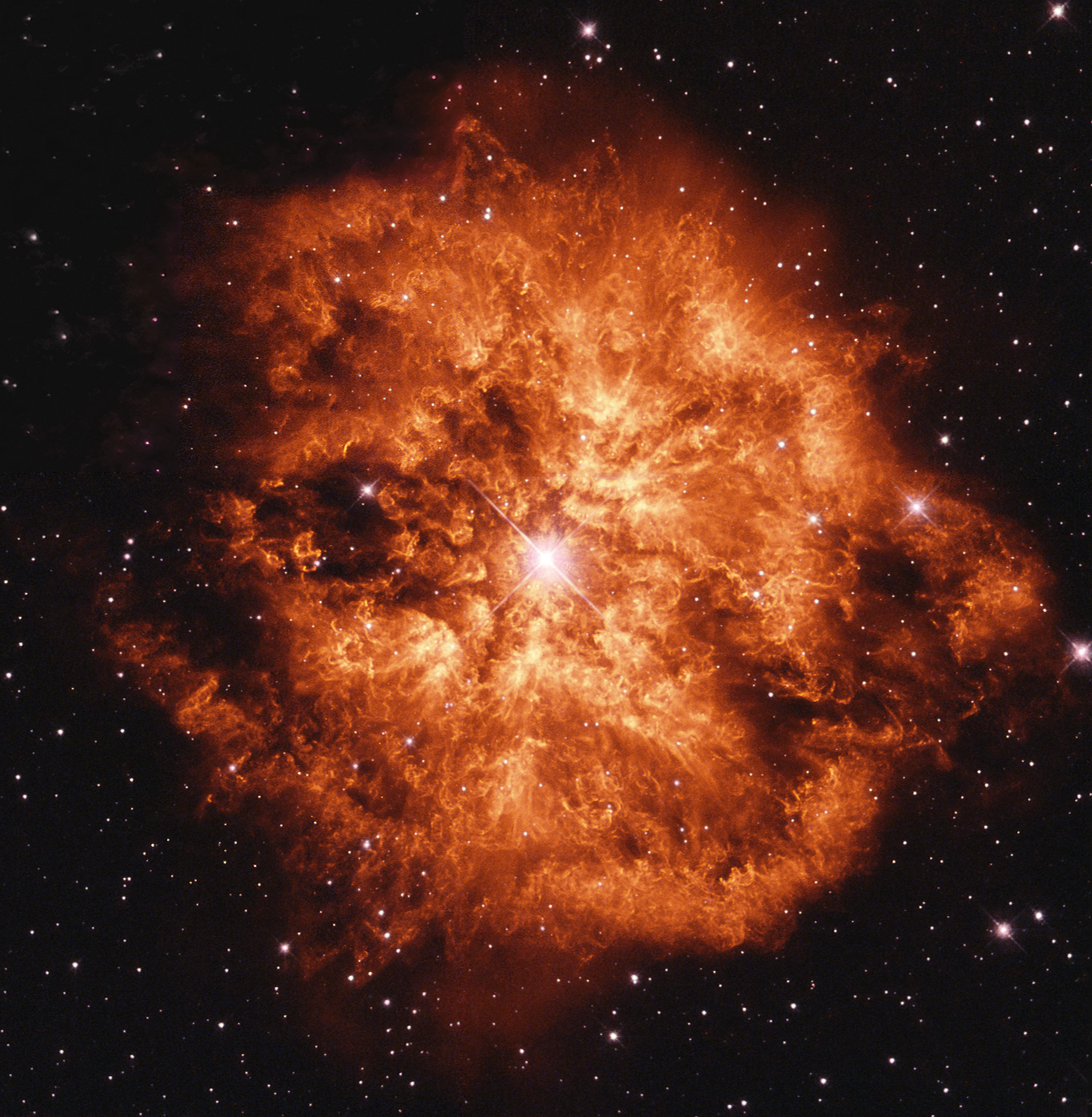
تلسكوب هابل الفضائي صورة للسديم M1-67 و النجم WR 124 في مركزه.

WR 124 محاط بسديم شديد الحرارة يتكون من الرياح النجمية الشديدة. يتوسع السديم M1-67 بمعدل يزيد عن 150000 كيلومتر في الساعة ويبلغ عرضه ما يقرب من 6 سنة ضوئية ، مما يؤدي إلى العمر الديناميكي البالغ 20،000 سنة. السديم M1-67 بهيكل داخلي ضئيل ، على الرغم من اكتشاف كتل كبيرة من المواد ، بعضها تبلغ كتلته 30 ضعف كتلة الأرض وتمتد حتى 150 مليار كيلومتر. إذا وُضعت في النظام الشمسي ، فإن إحدى هذه الكتل ستمتد على مسافة من تعادل بعد زحل عن الشمس .

## روابط انترنت
- أخبار الفضاء: صورة اليوم 18. أغسطس 2015
- زوجان كونيان
- تلسكوب جيمس ويب

## التفاصيل
1. 1 2 3 4  مذكور في: Gaia Early Data Release 3. Stated in source according to: سيمباد. لغة العمل أو لغة الاسم: الإنجليزية. تاريخ النشر: 3 ديسمبر 2020.
2. ↑  Ralf-Dieter Scholz (نوفمبر 2007). "Astrophysical supplements to the ASCC-2.5: Ia. Radial velocities of ∼55000 stars and mean radial velocities of 516 Galactic open clusters and associations". Astronomische Nachrichten ع. 9: 889–896. DOI:10.1002/ASNA.200710776.
3. ↑  Anthony Moffat (Jul 1996). "A three-dimensional classification for WN stars". Monthly Notices of the Royal Astronomical Society (بالإنجليزية) (1): 163–192. DOI:10.1093/MNRAS/281.1.163.
4. ↑  "The Galactic WN stars. Spectral analyses with line-blanketed model atmospheres versus stellar evolution models with and without rotation". مجلة علم الفلك والفيزياء الفلكية (بالإنجليزية) (3): 1015–1031. 12 Sep 2006. DOI:10.1051/0004-6361:20065052.
5. ↑  Ulrich Bastian (مارس 2000). "فهرس تايكو 2". مجلة علم الفلك والفيزياء الفلكية: L27–L30.
6. ↑  مذكور في: جايا داتا الإصدار 2. لغة العمل أو لغة الاسم: الإنجليزية. تاريخ النشر: 25 أبريل 2018.
7. ↑  مذكور في: سيمباد.
8. 1 2  مذكور في: Gaia Early Data Release 3. لغة العمل أو لغة الاسم: الإنجليزية. تاريخ النشر: 3 ديسمبر 2020.
9. ↑  نسخة محفوظة [Date missing], at www.mpa-garching.mpg.de
10. 1 2 3